# 山烟草
山烟草（学名：Solanum erianthum），又名假烟叶树，为茄科茄属下的一个种。

## 扩展阅读
- 維基物種上的相關：山烟草